# Pulau Gam (ö i Indonesien, lat -1,64, long 129,92)
Pulau Gam är en ö i Indonesien.   Den ligger i provinsen Papua Barat, i den östra delen av landet, 2 600 km öster om huvudstaden Jakarta. Arean är 2,9 kvadratkilometer.
Terrängen på Pulau Gam är mycket platt. Öns högsta punkt är 23 meter över havet. Den sträcker sig 2,6 kilometer i nord-sydlig riktning, och 1,9 kilometer i öst-västlig riktning.